# François Le Mouël
François Le Mouël, né le 26 janvier 1927 à Kerien (Côtes-d'Armor) et mort le 4 octobre 2015 à Créteil (Val-de-Marne), est une figure emblématique de la police française. Il est connu pour avoir fondé la Brigade de recherche et d'intervention (BRI) de Paris en 1964, dirigé l'Office central pour la répression du trafic illicite des stupéfiants (OCRTIS), dirigé la Direction régionale de la police judiciaire de Paris en 1981 puis fondé l’Unité de coordination de la lutte anti-terroriste (UCLAT) en 1984.
Il marque l'institution policière par ses réformes et succès opérationnels, mais également par la forte empreinte qu'il laisse auprès de ses équipes. Mince, fumant jusqu'à trois paquets de gitanes sans filtre par jour, d'un calme remarquable, avec une approche pragmatique des situations complexes, il est un chef exigeant et respecté, qui impose une discipline rigoureuse tout en veillant à la cohésion de ses effectifs.

## Biographie

### Lycée Anatole le Braz et entrée dans la Résistance
Fils d'un père commerçant et d'une mère institutrice, François Le Mouël effectue ses études secondaires au lycée Anatole le Braz de Saint-Brieuc qui abrite un mouvement de résistance (3 lycéens y sont fusillés le 21 février 1944). Surnommé "l'antre du mal" par les autorité allemandes, il est fermé en mars 1944 et François Le Mouël rejoint le lycée de Laval en Mayenne. Il en sort bachelier en 1944 et intègre les rangs de la résistance la même année, à seulement 17 ans.
Dans plusieurs correspondances privées, il se souvient des nuits passées dans les landes, éclairés au gazogène, où il reçoit avec son père, Albert le Mouël, les parachutages d'armes destinés à la Résistance et de soldats alliés qui sont ensuite hébergés chez eux.
Le 6 août 1974, son père Albert et sa mère, Marie le Mouël, reçoivent respectivement la Légion d'honneur et l'Ordre du mérite national pour avoir organisé le débarquement et l'accueil de l'état major allié le 4 août 1944 à Kérien, alliés qui venaient libérer la Bretagne.

### Après la Seconde Guerre mondiale
Il intègre la faculté de droit de Rennes et en sort licencié en droit et titulaire d’un diplôme d'études supérieures d’économie politique.
Entré à la Préfecture de police de Paris sur concours externe comme officier de police le 1er janvier 1951, il reçoit une formation expresse ("du niveau zéro ou presque" se souvient-il) et apprend sur le tas "comme tout le monde". Il devient adjoint dans plusieurs commissariats de quartier parisiens et de banlieue (1951-54).
En 1954, sa réputation de sérieux et de disponibilité aidant, il est nommé secrétaire du directeur de la police judiciaire de la préfecture de police d'alors, l’exigeant André Roches. Occupant une fonction à haute responsabilité, il assure quotidiennement un lien étroit avec les services de la PJ et consacre ses soirées à la préparation du concours de commissaire, sur la période allant de 1954 à 1957.
Reçu au concours de commissaire et chef de service en 1957 : il est successivement chef du commissariat du quartier Bonne-Nouvelle (1957-60), et  commissariat de Montreuil-sous-Bois (1960). Il est ensuite chef de la 5e brigade territoriale (1961-64).
Son efficacité et sa détermination, ainsi que son "ascendant naturel" sur ses troupes, lui valent d'être promu commissaire principal dès le 1er janvier 1959.

### La Brigade de recherche et d'intervention

#### La création de la BRI
En 1964, il propose la création d'une unité spécialisée, capable d'anticiper et de neutraliser les criminels avant le passage à l'acte. De cette réflexion naît la Brigade de recherche et d'intervention (BRI), service fondé sur la surveillance, la coordination du renseignement et l'intervention, ce qui est une véritable révolution policière pour l'époque. Il choisit alors Marcel Morin comme adjoint.
Dépendante de brigade de voie publique, la BRI devient autonome en 1966, deux ans seulement après sa création, compte-tenu de ses résultats. La mission et même les moyens de ces policiers demeurent cependant identiques : déchargés des tâches administratives, ils doivent "pénétrer" le milieu délinquant, et plus précisément celui de la grande délinquance, pour parvenir à surprendre les malfaiteurs et prévenir certains "coups de main".
Il en est le chef de 1964 à 1971. La presse le baptise alors rapidement le "fondateur de l'antigang".

#### L'affaire du "Palais Royal"
L'opération dite « L'affaire du Palais-Royal » illustre l'approche opérationnelle renouvelée de la BRI. De juin à décembre 1967, la BRI exerce une surveillance discrète sur un groupe d'individus évoluant dans le secteur compris entre la Banque de France et le Palais Royal. L'objectif présumé est le vol de la recette des Grands Magasins du Louvre (établissement ayant cessé ses activités en 1974). Fin décembre, les éléments recueillis laissent présager une action imminente. Les forces de l'ordre interviennent, interceptent les véhicules et maîtrisent trois suspects en moins d’une minute.
Cette intervention marque une rupture avec les méthodes antérieures, aucune opération similaire n’ayant mobilisé une surveillance de plusieurs mois en amont. François Le Mouël résume ainsi la stratégie : « On les surveille, on les filoche et on les arrête. » Toutefois, l'autorité judiciaire ne reconnaît pas de tentative, en l’absence de commencement d'exécution. Cette position incite Le Mouël à privilégier dorénavant les interventions en flagrant délit, malgré les risques inhérents.

### Le démantèlement de laFrench Connection

#### Le contexte, "la drogue, ennemi public n°1"
En 1971, Richard Nixon, président des États-Unis, déclare que l’abus de drogues est devenu l’ennemi public numéro 1 :
« L’Amérique du Nord a le triste privilège de compter le plus grand nombre d’héroïnomanes au monde. […] La toxicomanie aux États-Unis a maintenant pris l’allure d’une catastrophe nationale. Si nous ne venons pas à bout de ce fléau, c’est lui qui viendra à bout de nous. »
Mais c’est la France, en réalité, qui est la cible de l’administration américaine. Celle-ci est, en effet, l’un des plus grands producteurs d’héroïne au monde grâce à ses filières corso-marseillaises. Dans les années 1960, elles produisent, selon le Bureau of Narcotics, l’ancêtre de la DEA, près de 75 % de l’héroïne consommée aux États-Unis, soit 8 à 10 tonnes par an. Et ce, dans l’indifférence à peu près générale de la classe politique locale et nationale. D’une part, parce que la production n’est pas destinée au marché hexagonal, les acteurs du trafic ne souhaitant pas attirer l’attention de la police, du gouvernement et de l’opinion sur leurs activités ; d’autre part, à cause des porosités entre le monde de la pègre et celui de la classe politique. Les années 1960 sont en effet le théâtre de tensions entre les deux pays du fait de la politique de De Gaulle visant à débarrasser la France et l’Europe occidentale de la tutelle américaine. Le ministre de l’Intérieur de l’époque, Raymond Marcellin, en témoigne dans ses Mémoires :
« La férocité de la campagne menée par la presse américaine contre la France, et relayée par certains journalistes français, n’avait pas seulement, pour principale raison, le trafic de l’héroïne. La politique extérieure française soulevait la colère d’un grand nombre d’Américains. La construction de la force atomique française, la défense tous azimuts, l’embargo sur les armes pour Israël, les attaques contre le dollar et le déficit de la balance des comptes américaine, tout cet ensemble ne nous faisait pas une très bonne presse dans une partie de l’opinion publique américaine. »
Le Général de Gaulle démissionnaire, Georges Pompidou est élu président de la République en 1970. Sous son mandat, le ministère de l’Intérieur fait de la lutte contre l’héroïne une priorité en renforçant l’Office central pour la répression du trafic illicite des stupéfiants (OCRTIS) qui faisait jusque-là figure de parent pauvre de la police judiciaire avec seulement 16 fonctionnaires. Une antenne est créée à New York, chargée de faire l’interface entre les services français et américains, tenus désormais de partager leurs renseignements. En 1971, un protocole de coopération franco-américain est signé à Paris.

#### François le Mouël, chef de l'OCRTIS
Sous l'impulsion du ministre de l'intérieur, Raymond Marcellin, la lutte est réorganisée. François Le Mouël, devenu commissaire divisionnaire, devient chef de l'Office central pour la répression du trafic illicite des stupéfiants (OCRTIS), et Marcel Morin, qui fut son adjoint à la BRI, celui de la brigade des stupéfiants de la police judiciaire de Marseille. Commence la lutte contre la  French Connection. François Le Mouël assisté d'adjoints de confiance livre alors un continuel combat contre les trafiquants de drogue, qu'ils appartiennent à la French Connection finalement éradiquée ou aux autres réseaux internationaux qui prirent la relève dans la seconde moitié des années 1970 .
Le Mouël reste chef de cet office jusqu'en 1981. La presse, peu avare de surnoms, le désigne alors comme le "tombeur de la French Connection".

### L'affaire Marcel Leclerc
François Le Mouël devient sous-directeur des affaires criminelles à la Direction régionale de la police judiciaire (DRPJ) de Paris en 1981, avant d’être nommé directeur régional le 29 septembre de la même année.
En 1982, François Le Mouël s’oppose vivement à Gaston Defferre, ministre socialiste de l'Intérieur, qui tente d'imposer la mutation du commissaire divisionnaire Marcel Leclerc, chef de la brigade criminelle à la Préfecture de police, à la tête de la sûreté urbaine de Marseille. Cette décision est prise à l’insu de François Le Mouël et contre la volonté de l’intéressé,. Ceci alors même que l'ancien statut dont bénéficient les commissaires de police de la ville de Paris autorise ceux-ci à refuser, s'ils le souhaitent, toute mutation - à moins qu'elle ne vienne sanctionner une faute professionnelle - hors de la circonscription parisienne. 
Lors d'une première convocation chez le ministre, le 19 février 1982, Marcel Leclerc se voit proposer le poste à Marseille, sous la menace explicite d'une fin de carrière en cas de refus. Face à sa résistance, Gaston Defferre renouvelle ses pressions le 4 mars, provoquant un effondrement nerveux du commissaire Leclerc. Le ministre convoque alors son épouse et lui indique qu’elle serait responsable de la « chute » de son mari s'il persistait à refuser la mutation.

Le même jour, Defferre reçoit François Le Mouël pour l’inciter à convaincre son subordonné, ce qu’il refuse catégoriquement. À cette occasion, François Le Mouël prononce une phrase restée célèbre :
«Monsieur, je n'ai pas eu peur des Boches, je n'ai pas eu peur des voyous, je n'ai pas peur de vous!» 
Devant ce qu’il considère comme une absence totale de respect et de concertation, François Le Mouël demande officiellement à être relevé de ses fonctions, dénonçant publiquement une méthode qui manifeste, selon lui, « un profond mépris des hommes ». 
Dès le lendemain, le ministre désigne Pierre Touraine pour lui succéder à la tête de la police judiciaire parisienne, marquant ainsi l’éviction officielle de François Le Mouël."Du jour au lendemain je n'étais plus rien" se souvient-il au début d'une traversée du désert de plusieurs mois.

### Fin de carrière
Malgré cette affaire, au vu de ses états de service, il est contacté par le cabinet du ministre (alors encore Defferre) qui le nomme chargé de mission puis conseiller technique au cabinet du directeur général de la police nationale (DGPN), le préfet Pierre Verbrugghe, de 1982 à 1984.
Il devient contrôleur général des services actifs en 1983.
La lutte anti-terroriste
Dès l'automne 1983, il renoue avec la matière criminelle en participant aux travaux du CICLAT (comité interministériel de lutte anti-terroriste). Pour lui, tout cela n'est "qu'une coordination de façade sans réelle portée opérationnelle". Les faits lui donnent raison quelques mois plus tard avec les attentats de Tain-l'Hermitage et la la gare Saint Charles de Marseille en décembre 1983. Alors comme il l'avait fait vingt ans plus tôt pour la création de la BRI, il écrit un rapport à sa hiérarchie où il explique que la lutte anti-terroriste ne doit pas être confiée à un seul service de police mais qu'elle exige une véritable coordination avant tout opérationnelle.
Il faut attendre juillet 1984 et la nomination de Pierre Joxe comme ministre de l’Intérieur pour que ce rapport remonte à la surface. "Pourquoi ne m'a-t-on pas montré cela avant ?" se fâche le ministre. Le 8 octobre 1984 un arrêté ministériel donne naissance à l'UCLAT (l'unité de coordination de la lutte anti-terroriste), bâtie sur le modèle recommandé par François Le Mouël. Ceci marque un nouveau tournant dans sa carrière. Dès le 22 octobre, le ministre nomme François Le Mouël inspecteur général des services actifs de la police nationale et lui confie la création puis la direction de UCLAT, poste qu’il occupe jusqu’à son départ à la retraite en 1987.

### Décès
Il décède le 4 octobre 2015 à l'hôpital Henri-Mondor, à Créteil, après un accident de circulation survenu à Joinville-le-Pont.

## Hommage
Le 20 juin 2025, la 76e promotion des commissaires de police lui rend officiellement hommage en le choisissant comme éponyme. Entrée en formation initiale en 2024, cette promotion honore à la fois les 80 ans de son premier acte de bravoure dans la Résistance, les 60 ans de la Brigade de recherche et d'intervention (BRI) ainsi que les 40 ans de l'UCLAT.